# Nuoto ai Giochi della XXVI Olimpiade - 1500 metri stile libero maschili
Hanno partecipato alle batterie di qualificazione 27 atleti: i primi 8 si sono qualificati per la finale.

## Finale
26 luglio 1996
| Posizione | Atleta             | Paese       | Tempo    |
| --------- | ------------------ | ----------- | -------- |
|           | Kieren Perkins     | Australia   | 14:56.40 |
|           | Daniel Kowalski    | Australia   | 15:02.43 |
|           | Graeme Smith       | Regno Unito | 15:02.48 |
| 4         | Emiliano Brembilla | Italia      | 15:08.58 |
| 5         | Frans Neethling    | Sudafrica   | 15:14.63 |
| 6         | Masato Hirano      | Giappone    | 15:17.28 |
| 7         | Jörg Hoffmann      | Germania    | 15:18.86 |
| 8         | Aleksej Akat'ev    | Russia      | 15:21.68 |

## Non qualificati
| Posizione | Atleta                   | Paese         | Tempo    |
| --------- | ------------------------ | ------------- | -------- |
| 9         | Steffen Zesner           | Germania      | 15:21.65 |
| 10        | Paul Palmer              | Regno Unito   | 15:22.65 |
| 11        | Luiz Lima                | Brasile       | 15:24.16 |
| 12        | Peter Wright             | Stati Uniti   | 15:25.43 |
| 13        | Carlton Bruner           | Stati Uniti   | 15:25.82 |
| 14        | Alexei Butsenin          | Russia        | 15:31.27 |
| 15        | Ihor Snitko              | Ucraina       | 15:31.40 |
| 16        | Torlarp Sethsothorn      | Thailandia    | 15:40.04 |
| 17        | Yann deFabrique          | Francia       | 15:40.49 |
| 18        | Marco Formentini         | Italia        | 15:41.14 |
| 19        | Sergei Mikhnovets        | Bielorussia   | 15:41.80 |
| 20        | Ricardo Monasterio       | Venezuela     | 15:42.39 |
| 21        | F. Carlo Hviid           | Spagna        | 15:42.40 |
| 22        | Hisato Yasui             | Giappone      | 15:43.66 |
| 23        | Jacob Carstensen         | Danimarca     | 15:43.75 |
| 24        | Denis Zavhorodny         | Ucraina       | 15:46.79 |
| 25        | Gyu-Chang Lee            | Corea del Sud | 15:47.92 |
| 26        | Augustin Fiorilli        | Argentina     | 15:51.85 |
| 27        | Scott Cameron            | Nuova Zelanda | 15:56.60 |
| 28        | Igor Majcen              | Slovenia      | 16:10.81 |
| 29        | Ramón Valle              | Honduras      | 16:14.76 |
| 30        | Dimitrios Manganas       | Grecia        | 16:15.94 |
| 31        | Pedro Ferreira           | Portogallo    | 16:34.55 |
| 32        | Hisham Al-Masri          | Siria         | 16:42.35 |
| 33        | Hamed Rezakhani          | Iran          | 17:22.86 |
| 34        | Rashid Salim Al-Ma'shari | Oman          | 18:11.59 |